# Konsttävlingar vid olympiska spelen
| Konsttävlingar vid olympiska spelen |
| --- |
| Amsterdams Olympiastadion, som vann 1928 års OS-guld i arkitektur. - Funktion – olympiska tävlingar i fem olika konstkategorier - Bakgrund – 1912–1948; totalt 151 utdelade medaljer - Kategorier – arkitektur, litteratur, musik, måleri, skulptur - Betydelse – antik inspiration som "Musernas femkamp"; avskaffat på 1950-talet pga. amatörregler; medaljerna numera endast inofficiellt räknade |

Konsttävlingar ingick i Olympiska sommarspelen, från Stockholm 1912 till och med London 1948. Dessa ingick i de ursprungliga tankarna bakom spelens utformning, vilka utformades av den olympiska rörelsens grundare Pierre de Coubertin. Totalt delades 151 medaljer ut under dessa år, innan konsttävlingarna 1954 definitivt avskaffades som officiella olympiska tävlingar.

## Historik

### Bakgrund
Idén att dela ut olympiska medaljer i olika konstartert kom från Pierre de Coubertin, grundare av de moderna olympiska spelen. Han bar idén att spelen skulle användas till att både utveckla kroppen och sinnet.
Coubertin fick idén om olympiska konsttävlingar 1904, tio år efter hans grundande av Internationella olympiska kommittén. Tanken var dock inte helt ny, eftersom ett antal antika grekiska idrottstävlingar kombinerades med separata kulturella tävlingsarrangemang; detta gällde bland annat de nemeiska spelen, de istmiska spelen och de pytiska spelen. De antika olympiska spelen hade dock mindre erfarenhet av sådana konstnärliga inslag, och den enda icke-idrottsrelaterade tävlingen var "härold-och-trumpet"-tävlingen; denna lades till år 396 f.Kr., på den 96:e olympiadens spel.
Coubertins förslag till kulturella tävlingsinslag under OS fick benämningen "Musernas femkamp". Han återupprepade ofta sin mening att OS inte bara skulle fungera som världsmästerskap i olika idrottsgrenar, utan att de även hade rollen som regelbundet återkommande ungdomsfestivaler.

### Introduktion och tidiga arrangemang
Spelen i Paris 1900 och St. Louis 1904 hade rönt kritik av olika slag, så först 1906 började de konkreta förberedelserna för denna "musernas femkamp". En konferens anordnades i Paris i maj det året, med 30 konstnärer och fyra/fem IOK-ledamöter bland de totalt cirka 60 närvarande. Coubertins förslag om konsttävlingar vann gillande och antogs enhälligt.
De enda förutsättningarna för tävlingsbidragen var att de behövde ha någon koppling till idrott, som inspiration eller utförande. De vinnande verken behövde också kunna ställas ut eller på något sätt presenteras under pågående olympiska spel. Skulpturtävlingen var den enda som hade konkreta måttsbegränsningar på bidragen, som inte kunde överskrida 80 centimeter i längd, höjd eller bredd.
Inför OS 1908 i London var det för lite förberedelsetid för dessa konsttävlingar, så det blev i Stockholm fyra år senare som denna "femkamp" kom att introduceras. I Stockholm 1912 deltog tolv länder i de olika konsttävlingarna. Det första OS-guldet i skulptur vanns av USA:s Walter Winans, som även nått guld i skytte 1908 och silver i samma gren tidigare under tävlingarna i Stockholm. Totalt 33 bidrag (de flesta från Europa) lämnades in till prisjuryerna hos arrangörerna. Coubertin blev själv guldmedaljör i litteratur, efter att ha lämnat in sin dikt "Ode till sporten" under två olika pseudonymer.

### Mellankrigstiden

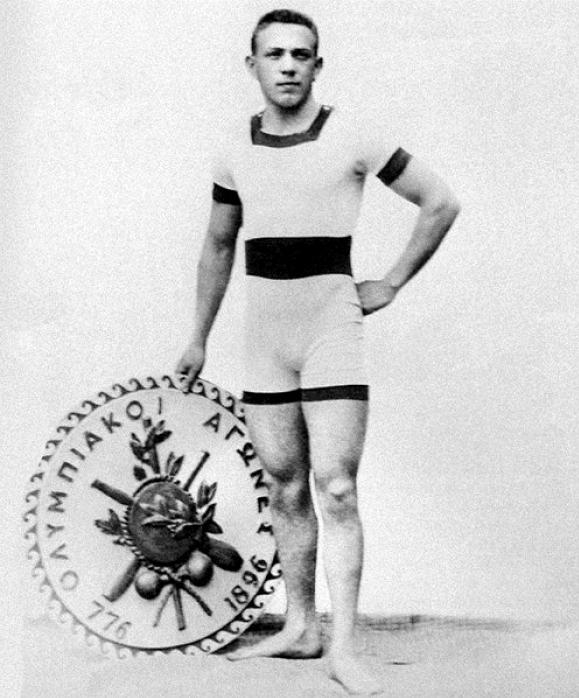
Alfréd Hajós, en av endast två olympier som vunnit guld både i idrott och någon konstart.

Efter första världskriget återupptogs det olympiska tävlandet i Antwerpen 1920. Där deltog endast fem länder i konsttävlingarna, men fyra år senare lämnade tävlande från 23 länder in totalt 189 olika tävlingsbidrag. Vid dessa spel vann ungraren Alfréd Hajós både guld i simning och silver i stadsplaneringsdesign, en av endast två olympier som vunnit guld både i idrott och någon konstart.

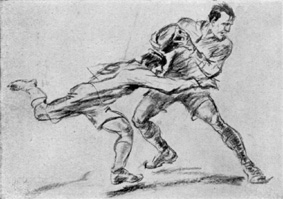
Jean Jacobys vinnande bidrag Rugby vid 1928 års sommar-OS.

1928, i Amsterdam, presenterade konstutövare från totalt 18 länder inalles 1 150 tävlingsbidrag i form av skulpturer, målningar och arkitektut, utöver de 62 musikaliska eller litterära tävlingsbidragen. Över 100 000 besökare lockades till den olympiska konstutställningen i Stedeklijk Museum i Amsterdam. Vid tävlingarna i Amsterdam, delades den litterära kategorin upp i lyriska, dramatiska och episka underkategorier. I Amsterdam vann den luxemburgske bildkonstnären Jean Jacoby guld i måleri för andra OS i rad, och han är därmed den mest guldbehängde olympiske konstnären.
31 länder deltog i tävlingarna vid OS 1932 i Los Angeles, där Los Angeles Museum lockade 384 000 besökare till de 1 100 utställda tävlingsbidragen. Vid OS 1936 hade summan bidrag i stort sett halverats, till 740 verk, efter att ett antal länder vägrade delta i tävlingarna på grund av den upplevda politiseringen av arrangemanget. Där var den litterära kategorin ånyo uppdelad i flera underkategorier, efter att man fyra år tidigare endast haft en litterär guldmedalj att kämpa om.

### Sista arrangemangen

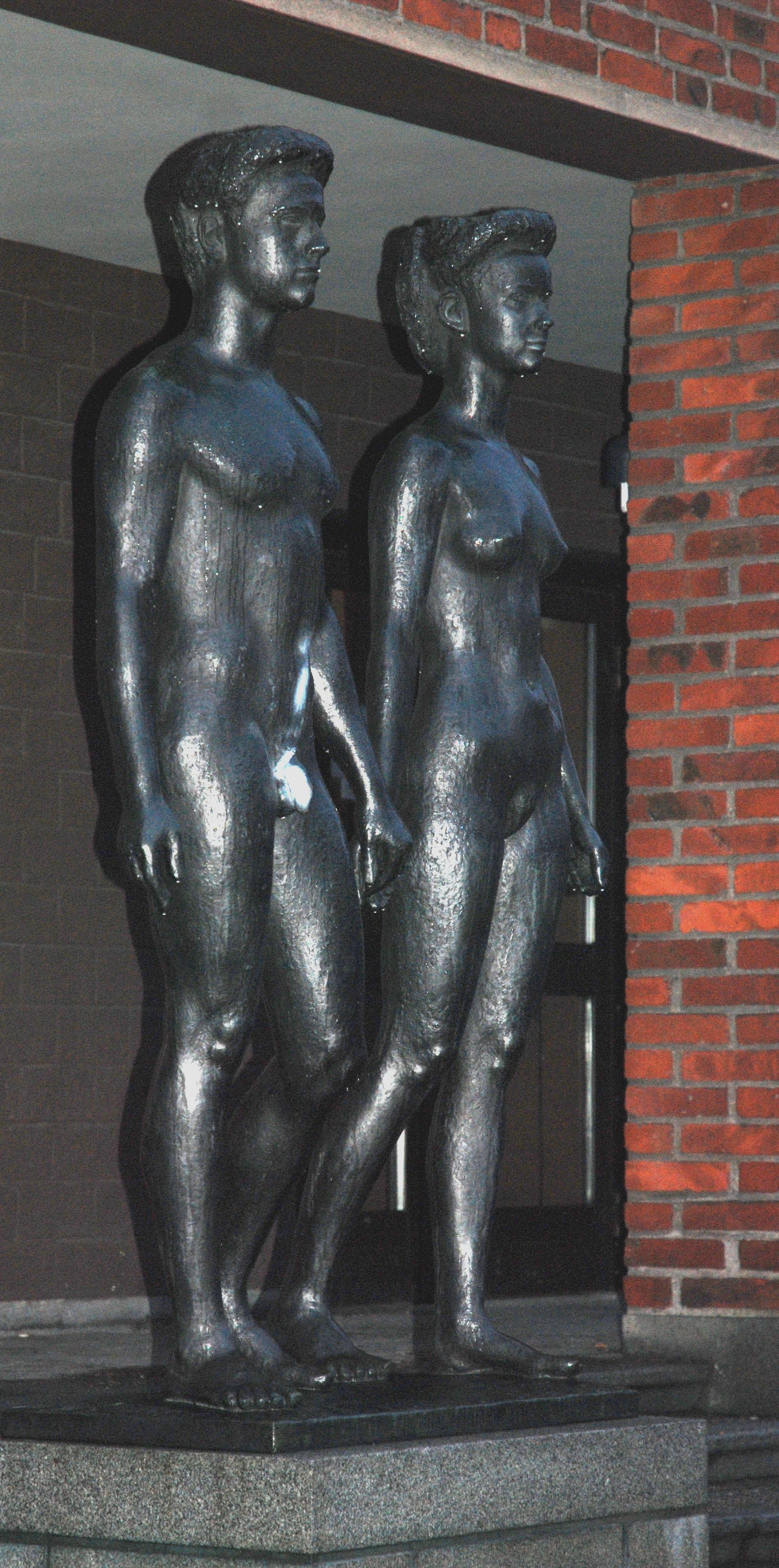
Gustav Nordahl: Hyllning till Ling, guldmedalj i skulptur i London 1948, utanför Gymnastik- och idrottshögskolan i Stockholm.

Ett nytt världskrig satte under de kommande åren stopp för olympiska tävlingar, och först 1948 återupprättades det olympiska tävlandet i London. Där var dock intresset för konsttävlingarna lågt, och bidragen bedömdes vara "mediokra". Vid tävlingen i arkitektur belönades svensken Nils Olsson med brons för sitt koncept med den framtida simhallen i Göteborg (Valhallabadet), medan hans landsman Gustav Nordahl tog guld i klassen för skulptur.
Under IOK-sammanträden diskuterades framtiden för konst inom arrangemangen ett antal gånger. Vid IOK-möte i Rom 1949 beslutades att tävlingarna i konst skulle ersättas av konstutställningar utan vinnare eller medaljutdelningar. Diskussioner omkring amatörreglerna inom idrotten hade tagit fart, och det ansågs att yrkesverksamma konstnärer inte kunde tävla på samma villkor som amatörerna inom de olika idrotterna.
1950 bekräftades idén om konstutställningar inför Helsingfors, men året därpå kom ett beslut som återinförde tävlingar med utdelandet av medaljer. De finska OS-arrangörerna saknade dock tid att ställa om till detta, och inga konsttävlingar genomfördes under sommar-OS 1952.

### Efterspel
Därefter slopades det konstmässiga tävlandet under OS definitivt, och 1954 beslöts att varje organisatör istället skulle presenterta en konstutställning. OS 1956 i Melbourne var det första tillfälle då detta skedde. Därefter kom denna olympiska utställningsverksamhet att bli känd som Kulturolympiaden.
Konstnärlig verksamhet finns dock fortfarande på 2000-talet med i de olympiska sammanhangen. Sedan 2004 har IOK arrangerat en officiellt sport- och konsttävling inför varje sommarspel, och inför tävlingarna 2012 tog man emot skulpturer och grafiska verk på temat "Sport och de olympiska värdena runt excellens, vänskap och respekt". Inga medaljer delas ut, men vinnarna får ta emot prissummor och de bästa verken ställdes 2012 ut i London under spelens gång.

## Medaljer
Under konsttävlingarnas levnad, från 1912 till 1952, delades sammanlagt 151 medaljer ut till konstverk med idrottslig koppling eller inspiration. Dessa medaljer har dock senare strukits från den officiella olympiska statistiken, så de är numera inte del av de olika ländernas sammanlagda medaljräkningar.

### Olika grenar
Medaljer delades ut för konstverk som hade anknytning till idrott i fem grenar, arkitektur, litteratur, musik, målning och skulptur. Antalet medaljer för olika specialiteter, till exempel för statyer, reliefer och medaljer inom grenen skulptur, varierade över åren.

### Förslag
Vid olika tillfällen lanserades förslag om att inkludera grenar som dans, film, fotografi och teater. Ingen av dessa konstformer togs dock in som gren inom tävlingarna vid något tillfälle. Däremot inkluderades breakdance som tävlingsgren vid 2024 års sommar-OS i Paris.